# عبد القادر بن زوعي
عبد القادر بن زوعي  (1911 الجزائر) هو لاعب كرة قدم جزائري.